# Gino Munaron
Gino Munaron (Turijn, 2 april 1928 - Valenza, 22 november 2009)) was een Formule 1-coureur uit Italië. Hij nam in 1960 deel aan 4 Grands Prix voor de teams Maserati en Cooper, maar scoorde hierin geen punten.